# Static-X
Static-X – amerykański zespół muzyczny wykonujący szeroko pojętą muzykę rockową.

## Historia
Zespół został założony w 1994 roku w Chicago przez Wayne’a Statica i Kena Jaya. Po nieudanych próbach skompletowania pełnego składu, Static i Jay postanowili przenieść się do Los Angeles, by tam dalej poszukiwać innych muzyków. W Los Angeles poznali Tony’ego Camposa, zakładając zespół znany wówczas pod nazwą Static. Koichi Fukuda, zjawiając się pod drzwiami Wayne’a Statica z karteczką „jestem waszym nowym gitarzystą”, uzupełnił szeregi. Razem podpisali umowę z Warner Bros. Records na początku roku 1998.
Debiutancki album zespołu, Wisconsin Death Trip, ukazał się 23 marca 1999. Najbardziej znane utwory z tego albumu to „Push It”, „I'm with Stupid”, „Bled for Days” oraz „Fix”. Zespół wyruszył na trasę promującą album. Członkowie zespołu wystąpili między innymi na dwóch imprezach z serii Ozzfest. W tym roku zespół wydał też mało znaną, w Polsce niedostępną EP The Death Trip Continues, zespół napisał też utwór „Otsegolation” do gry „Omega Boost” wydanej na konsolę PlayStation. Album sprzedał się w nakładzie 1 miliona, co oznaczało, że zespół dostał platynową płytę. Wartym uwagi jest fakt, że zespół zyskał wielką popularność głównie dzięki radiowemu DJ-owi Howardowi Sternowi.
Przed nagraniem drugiego albumu, zatytułowanemu Machine, gitarzysta Koichi Fukuda opuścił zespół, by poświęcać więcej czasu swojej rodzinie oraz zająć się innymi projektami muzycznymi. Muzyk został zastąpiony przez nowego gitarzystę Trippa Eisena, znanego wcześniej z zespołu Dope, ale na nowym albumie wszystkie gitary nagrał Wayne. Machine została wydana 22 maja 2001. Album charakteryzuje przesunięcie środka ciężkości z elektroniki na bardziej gitarowe granie.
W 2003 grupa wydała swój trzeci album Shadow Zone, podczas nagrywania tego albumu Eisen napisał i nagrał już część materiału. Przed nagraniem albumu zespół opuścił Ken Jay z powodów, jak sam to określił, „różnic politycznych”. Do nagrania perkusji został poproszony Josh Freese z A Perfect Circle. Stałym perkusistą został Nick Oshiro, poprzednio znany z zespołu Seether. Shadow Zone została wydana 7 października 2003. Utwór „The Only” z tego albumu został wykorzystany w grze Need for Speed: Underground.
20 lipca 2004 zespół wydał album Beneath... Between... Beyond... – kolekcję rarytasów i nagrań demo.
Krótko po wydaniu Beneath... Between... Beyond... zespół rozpoczął pracę nad czwartym albumem zatytułowanym Start a War. W lutym 2005 Tripp Eisen został aresztowany w związku z molestowaniem seksualnym dzieci, za co grozi mu wieloletnie więzienie. Krótko po aresztowaniu gitarzysta został wyrzucony z zespołu, zastąpił go pierwszy gitarzysta zespołu – Koichi Fukuda, który zajął się programowaniem i miksowaniem nowego albumu, kolejny raz wszystkie gitary nagrał lider zespołu Wayne Static. Start a War został wydany 14 czerwca 2005. Utwór „Skinnyman” jest wykorzystywany w grze Need for Speed: Most Wanted.
Zespół zakończył nagrywanie najnowszego albumu zatytułowanego Cannibal w styczniu 2007. Szósty z kolei album promują single „Cannibal” oraz „Destroyer”. Album został wydany 3 kwietnia 2007 w kilku edycjach różniących się zawartością. Cannibal to najcięższa płyta zespołu, w której usłyszymy najmniej elektroniki oraz niezwykle agresywny wokal Wayne’a. Płytę promuje jak na razie jeden wideoklip „Destroyer”. Jest to pierwsze nagranie zespołu, w którym posiada on ten sam skład drugi raz z rzędu.
1 listopada 2014 zmarł wokalista Wayne Static.

## Muzycy
| Ostatni skład zespołu - Wayne Static – wokal prowadzący, gitara, instrumenty klawiszowe (1994–2010, 2012–2013) - Ashes – gitara (2012–2013) - Andy Cole – gitara basowa (2012–2013) - Sean Davidson – perkusja (2012–2013) - Xer0 – wokal, gitara (2019–) Byli członkowie zespołu - Koichi Fukuda – gitara (1994–2000, 2005–2010) - Ken Jay – perkusja (1994–2002) - Tony Campos – gitara basowa, wokal wspierający (1994–2010) - Tripp Eisen – gitara (2001–2005) - Nick Oshiro – perkusja (2003–2009) | Muzycy sesyjni - Josh Freese – perkusja (2003) Muzycy koncertowi - Marty O’Brien – gitara basowa (2001) - Bevan Davies – perkusja (2007) - Will Hunt – perkusja (2007, 2009) - Brent Ashley – gitara basowa (2012) - Frankie Sil – gitara basowa (2012) |

Oś czasu

## Dyskografia

### Albumy studyjne
| 1999                           | Wisconsin Death Trip - Data: 23 marca 1999 - Wydawca: Warner Bros. Records              | 107 | –  | –   | –  | –  | –  | –   | - RIAA: platynowa płyta |
| 2001                           | Machine - Data: 22 maja 2001 - Wydawca: Warner Bros. Records                            | 11  | 56 | –   | –  | –  | –  | 55  | - RIAA: złota płyta     |
| 2003                           | Shadow Zone - Data: 7 października 2003 - Wydawca: Warner Bros. Records                 | 20  | –  | 110 | 79 | –  | –  | 120 |                         |
| 2005                           | Start a War - Data: 14 czerwca 2005 - Wydawca: Warner Bros. Records                     | 29  | –  | 135 | 88 | 55 | –  | 191 |                         |
| 2007                           | Cannibal - Data: 3 kwietnia 2007 - Wydawca: Reprise Records                             | 36  | –  | 200 | –  | 56 | 26 | –   |                         |
| 2009                           | Cult of Static - Data: 17 marca 2009 - Wydawca: Reprise Records                         | 16  | –  | –   | –  | –  | 33 | –   |                         |
| 2020                           | Project Regeneration Vol. 1 - Data: 10 lipca 2020 - Wydawca: Otsego Entertainment Group |     | –  | –   | –  | –  |    | –   |                         |
| „–” pozycja nie była notowana. |                                                                                         |     |    |     |    |    |    |     |                         |

### Kompilacje
| Rok  | Tytuł                                                                                 | Pozycja na liście | Pozycja na liście |
| Rok  | Tytuł                                                                                 | USA               | FRA               |
| ---- | ------------------------------------------------------------------------------------- | ----------------- | ----------------- |
| 2004 | Beneath... Between... Beyond... - Data: 20 lipca 2004 - Wydawca: Warner Bros. Records | 139               | 169               |

### Albumy koncertowe
| Rok  | Tytuł                                                                             |
| ---- | --------------------------------------------------------------------------------- |
| 2008 | Cannibal Killers Live - Data: 7 października 2008 - Wydawca: Warner Bros. Records |

### Minialbumy
| Rok  | Tytuł                                                                 |
| ---- | --------------------------------------------------------------------- |
| 2000 | The Death Trip Continues - Data: 2000 - Wydawca: Warner Bros. Records |

### Single
| 1999                           | „Push It”         | –  | –  | 36 | –  | Wisconsin Death Trip |
| 1999                           | „Bled for Days”   | 57 | 36 | 20 | –  | Wisconsin Death Trip |
| 2000                           | „I'm with Stupid” | –  | –  | 38 | –  | Wisconsin Death Trip |
| 2000                           | „Love Dump”       | –  | –  | –  | –  | Wisconsin Death Trip |
| 2001                           | „This Is Not”     | –  | –  | 36 | –  | Machine              |
| 2001                           | „Black and White” | –  | –  | 35 | 65 | Machine              |
| 2002                           | „Cold”            | –  | –  | 29 | –  | Machine              |
| 2003                           | „The Only”        | –  | –  | 22 | –  | Shadow Zone          |
| 2003                           | „So”              | –  | –  | 37 | –  | Shadow Zone          |
| 2005                           | „I’m the One”     | –  | –  | 22 | –  | Start a War          |
| 2006                           | „Dirthouse”       | –  | –  | 27 | –  | Start a War          |
| 2007                           | „Destroyer”       | –  | –  | 23 | –  | Cannibal             |
| 2007                           | „Cannibal”        | –  | –  | –  | –  | Cannibal             |
| 2009                           | „Stingwray”       | –  | –  | –  | –  | Cult of Static       |
| „–” pozycja nie była notowana. |                   |    |    |    |    |                      |

## Teledyski
| Rok  | Tytuł             | Reżyseria            | Album                |
| ---- | ----------------- | -------------------- | -------------------- |
| 1999 | „Push It”         | Mick Olszewski       | Wisconsin Death Trip |
| 2000 | „I’m with Stupid” | Dave Meyers          | Wisconsin Death Trip |
| 2000 | „Bled for Days”   | Mitch Sinoway        | Wisconsin Death Trip |
| 2001 | „This Is Not”     | Atom Rothlein        | Machine              |
| 2001 | „Black and White” | Len Wiseman          | Machine              |
| 2002 | „Cold”            | Nathan Cox, Joe Hahn | Machine              |
| 2003 | „The Only”        | P. R. Brown          | Shadow Zone          |
| 2003 | „So”              | Darren Lynn Bousman  | Shadow Zone          |
| 2005 | „I’m the One”     | P. R. Brown          | Start a War          |
| 2006 | „Dirthouse”       | Nate Weaver          | Start a War          |
| 2007 | „Destroyer”       | The Butcher Brothers | Cannibal             |
| 2007 | „Cannibal”        | Colin Greene         | Cannibal             |
| 2009 | „Stingwray”       | Nathan Cox           | Cult of Static       |